# B-17 Flying Fortress (videohra)
B-17 Flying Fortress je letecký simulátor z období druhé světové války. Kromě funkce pilota stroje B-17 může hráč kdykoli přepnout na jiný post v bombardéru.
Cílem každé mise z celkových 25 je úspěšně vybombardovat daný cíl. Každá z misí začíná vzletem z vojenské základny, zařazením do formace a letem skrze hejna nepřátelských stíhaček. Hra je dále znesnadňována nepřátelskou střelbou z protiletadlových děl. Po úspěšném zničení cíle se hráč musí vrátit s letadlem do základny a přistát. Nejen kvůli obtížnosti vzlétání a přistávání, ale i celkovým ovládáním stroje se hra zařadila mezi obtížné letecké simulátory, což ale přispívá k celkovému realismu.[zdroj?]
K dispozici je také pokračování B-17 Flying Fortress: The Mighty Eight.